# Liste serbischer Komponisten klassischer Musik
Diese Liste enthält bekannte serbische Komponisten der klassischen Musik.
- Konstantin Babić (1927–2009)
- Dejan Despić (1930–2024)
- Zoran Erić (1950–2024)
- Srđan Hofman (1944–2021)
- Stevan Hristić (1885–1958)
- Davorin Jenko (1835–1914)
- Ivan Jevtić (* 1947)
- Vladimir Jovanović (1956–2016)
- Petar Konjović (1883–1970)
- Petar Krstić (1877–1957)
- Kosta Manojlović (1890–1949)
- Dusan Miladinovic (1924–2007)
- Vasilije Mokranjac (1923–1984)
- Stevan Stojanović Mokranjac (1856–1914)
- Marko Nikodijević (* 1980)
- Berislav Popović (1931–2002)
- Dušan Radić (1929–2010)
- Stanojlo Rajičić (1910–2000)
- Rudolph Reti (1885–1957)
- Kornelije Stanković (1831–1865)
- Petar Stojanović (1877–1957)
- Vojislav Vučković (1910–1942)
- Aleksandar Vujić (1945–2017)
- Đuro Živković (* 1975)
- Nebojša Jovan Živković (* 1962)